# Lunar Lander
Lunar Lander ist der Name verschiedener Computerspiele, die im deutschen Sprachraum zuweilen auch unter dem Namen Mondlandung bekannt sind. Ziel des Spiels ist es, eine Mondlandefähre sicher auf dem Mond in einem vorgegebenen Zielgebiet zu landen. Dabei muss der Spieler die Raumfähre entsprechend ausrichten und das Fahrzeug durch Schub und Gegenschub manövrieren.
Aufgrund der geringen Gravitation auf dem Mond wird das Landemodul im freien Fall nur langsam beschleunigt. Obwohl auf dem Mond ein Vakuum besteht, wird in dem Spiel ein leicht bremsender Luftwiderstand mit eingerechnet.
Erste Implementierungen des Spiels ab 1969 waren textbasiert. Moonlander von 1973 setzt das Spiel als Echtzeit-Simulation mit grafischer Ausgabe um.

## Versionen

### 1969
Der 17-jährige Schüler Jim Storer programmierte eine Textversion, Lunar Landing Game auf dem PDP-8-Minicomputer seiner "Lexington High School", Massachusetts. Das relativ simple Programm bestand aus 40 Zeilen in der Programmiersprache FOCAL. Storer sandte sein Programm an den Computer-Hersteller Digital, bei dem es von David H. Ahl nach BASIC konvertiert und über den EDU-Newsletter weiterverbreitet wurde. Diese und andere Textversionen waren enthalten in 101 Basic Computer Games, 1973 veröffentlicht von Digital Equipment. Weitere ähnliche Textspiele sind Rocket von Eric Peters (ca. 1971 für PDP-8), LEM (für Lunar Excursion Module) von William Labaree II (ca. 1971 für PDP-8) und Apollo.

### 1973
Moonlander, eine Version mit grafischer Darstellung, wurde 1973 von Jack Burness für das GT40-Terminal von DEC entwickelt. Das Spiel diente als Demo für das neue GT40-Terminal, das einen Lichtgriffel als Eingabegerät und einen monochromen Vektorbildschirm zur Ausgabe besaß. Burness benötigte zehn Tage, um das Spiel in PDP-11-Maschinensprache bzw. der Maschinensprache des Grafikprozessors zu implementieren.
Auf dem Bildschirm werden Mondoberfläche und Landefähre in einer zweidimensionalen seitlichen Ansicht gezeigt. Der Spieler steuert die Landefähre in Echtzeit, indem er mit dem Lichtgriffel bestimmte Bereiche am rechten Bildschirmrand berührt, die den Raketenschub beeinflussen. Durch die grafische Darstellung sind topografische Hindernisse wie Berge als neues Spielelement möglich.

### 1977

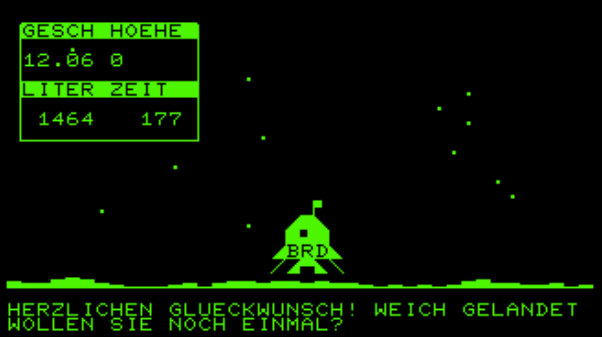
Mondlandung von 1977

Lander (deutsche Version: Mondlandung) ist eine Version von Lunar Lander von Commodore für den PET 2001, die mit Hilfe von Blockgrafik (hier CBM-ASCII) eine Mondlandefähre, einen Schubstrahl und eine Mondoberfläche grafisch darstellt. Das Spiel läuft in Echtzeit. Der Spieler kann durch Drücken der Tasten 0-9 die Stärke des Schubs zu jeder Sekunde regulieren. Ziel ist auch hier, mit einer begrenzten Treibstoffmenge eine weiche Landung (weniger als 15 km/h Sinkgeschwindigkeit) auf der Mondoberfläche zu realisieren. Eine Besonderheit dieser Version ist, dass auch eine computergesteuerte Landung möglich ist, so dass der Betrachter eine automatische Mondlandung mitverfolgen kann.
Das Spiel ist in BASIC geschrieben und läuft auf allen Commodore-Computern. Für den VC-20 und Rechner der CBM-8000-Serie, die keine 40-Zeichen-Darstellung anbieten, müssen für eine funktionierende Darstellung die Tabulatoren angepasst werden.

### 1979

Logo des Arcadespiels von Atari

Atari produzierte 1979 das gleichnamige Arcade-Spiel. Es war Ataris erstes Vektorspiel mit der neuen X Y technology. Sie basiert allerdings auf Space Wars (1977).
Das Spiel lief auf einem 19-Zoll-Schwarz-Weiß-Monitor, zur Eingabe dienten ein Hebel für den Schub sowie drei Knöpfe, mit denen die Richtung gesteuert werden konnte: links, rechts oder Abbruch.
Der Mond wird als eine schroffe, gezackte Linie dargestellt. Der Schub unter der Mondfähre ist erkennbar.
Am 17. Juni 1980 waren Lunar Lander und Asteroids die ersten Videospiele, die mit einem Copyright versehen wurden.

## Portierungen
Es gab zahlreiche Portierungen auf allen gängigen Homecomputern, insbesondere
- Jupiter Lander für VC 20 und Commodore 64 – 1981/82, entwickelt von HAL Laboratory, Steckmodul[7]
- Lander für Windows 95 - 1999, entwickelt von Psygnosis, 3D-Grafik, benötigt eine Grafikkarte mit 3D-Beschleuniger[8]
- Lunar Lander (Atari 400/800)
- Lunar Lander (PC-DOS)
- Lunar Lander (SC/MP)
- Lunar Lander (TRS-80, 1982, Adventure International)[9]
- Lunar Lander (Xbox 360, 2010)
- Tranquility Base für Apple II – 1981, entwickelt von Bill Budge als Klon des Atari-Arcadeautomaten[10]